# José Javier Cobos Castillo
José Cobos (Estrasburg, 23 d'abril de 1968) és un exfutbolista professional francès, d'ascendència espanyola. Jugava de defensa.
Cobos va militar gairebé tota la seua carrera a la Ligue 1 francesa. Va començar a destacar al RC Strasbourg, i després va jugar amb el Paris SG, el Toulouse FC i sobretot l'OGC Nice, on després de retirar-se el 2005 va exercir càrrecs tècnics. Entre 1996 i 1998 va militar al RCD Espanyol de Barcelona.
El 2009 ha estat coordinador esportiu de l'AS Monaco.